# Urotheca multilineata
Urotheca multilineata — вид змій родини полозових (Colubridae). Ендемік Венесуели.

## Поширення і екологія
Urotheca multilineata мешкають в горах Прибережного хребта на півночі Венесуели. Вони живуть в сухих і вологих тропічних лісах.